# 克氏水晶珊瑚
克氏水晶珊瑚是水晶珊瑚屬的一個單型物種。具有樹狀的群落的軟珊瑚，由主部莖分支，珊瑚本體柔軟。骨針是白色的棒狀和針狀，所有骨針在珊瑚全體都是大致相同。分布在科科島 （哥斯大黎加），水深260~320公尺深。珊瑚附著在玄武岩底層上的，成群或單獨生活在其他生物之間，例如:岩石、海綿、水螅、火珊瑚、被囊動物、黑珊瑚和短管星珊瑚等。

## 名字
Aqua（水）+Umbra（幽靈）這個名字的意思是“水鬼”，是指克氏水晶珊瑚的的透明 ，並讓人想起很久以前的可怕傳說。種小名klapferi 是Avi Klapfer帶領 UnderSea Hunter Group他首次發現並拍攝了這個新物種，因為他的貢獻所以就以他的名字命名。

## 特徵

### 生長方式
保存下來的收縮過的標本長10.5公分，末端寬9.4公分。 珊瑚群是直立的、樹狀的， 最末端也就是珊瑚固定的地方呈橢圓形，長 30 毫米，寬 15 毫米。 珊瑚非常鬆弛，幾乎是半透明的； 分支的質地是果凍狀的

### 珊瑚蟲
珊瑚蟲不可伸縮，但觸手可折疊到珊瑚蟲體內。 珊瑚蟲無色，球狀，大部分長1.5-4毫米，底部寬1.5-3毫米。 珊瑚蟲有環，觸手底部有尖端。 八個明顯的 V 形點，由多個骨針和 2-3 排列骨針組成的小環組成。

### 骨針
基本上骨針都長得大致相同，骨針上有稜角的凸點。是桿狀和針狀的。
珊瑚蟲的針狀的骨針，長0.45毫米，寬0.032毫米。桿狀的骨針，長0.42，寬0.8毫米。觸手骨針多為桿狀，長0.36毫米，寬0.07 毫米，大部分中間變寬。 主莖的骨針也是為棒狀，長0.58毫米，寬0.14毫米。 所有骨片都是白色的。

## 資料來源
1. ↑  . www.marinespecies.org.   [2023-09-29]. （原始内容存档于2022-10-03）.
2. ↑  . www.marinespecies.org.   [2023-09-29]. （原始内容存档于2021-11-03）.
3. 1 2 3  Breedy, O., van Ofwegen, L.P. & S. Vargas, 2012. A new family of soft corals (Anthozoa, Octocorallia, Alcyonacea) from the aphotic tropical eastern Pacific waters revealed by integrative taxonomy. Systematics and Biodiversity